# Claire Bataille
Claire Bataille (Amberes, 10 de abril de 1940) es una arquitecta y diseñadora de interiores contemporánea belga. Junto con Paul Ibens fundó la oficina de diseño Bataille-Ibens Design en 1968.

## Estudios y carrera
Bataille se graduó en 1961 como diseñadora de interiores en el Instituto Nacional Superior de Arquitectura y Urbanismo (NHIBS) de Amberes, actualmente fusionado con la Facultad de Ciencias del Diseño de la Universidad de Amberes. En dicho instituto, Caire Bateille y Paul Ibens fueron alumnos de Jul De Roover. En 1962 Claire obtuvo su diploma con honores en la Escuela Superior de Arte de Amberes. Fue profesora de dibujo y composición espacial en la Escuela de Artes Visuales de la Cambre en Bruselas de 1969 a 1973. Por último, fue miembro del Consejo de Administración de la NHIBS de 1989 a 1997.

## Claire Bataille y Paul Ibens
Claire Bataille e Ibens se graduaron juntos en 1962. Bataille comenzó poco a poco su carrera personal tras licenciarse y atrajo rápidamente a clientes con sus diseños de muebles. En 1968, Bataille e Ibens fundaron la oficina de diseño Claire Bataille & Paul Ibens Design que se centró en el diseño de muebles, alfombras, viviendas, renovación de edificios antiguos y decoración de casas, oficinas y tiendas. En 1968  la empresa holandesa de muebles 't Spectrum los contacta para realizar diseños. Los primeros diseños producidos por 't Spectrum datan de antes de 1968, como la cómoda y mueble bar de madera con laqueado brillante. La cómoda habría sido un diseño anterior de Bataille. En Bélgica y los Países Bajos este mueble fue muy popular, en particular el modelo n°101.
La colaboración con 't Spectrum terminó en 1974 cuando la empresa de muebles quebró. El dúo continuó trabajando con empresas como Bulo, Durlet, Obumex, Slegten & Toegemann y Appart y When Objects Work. Además, Bataille e Ibens también diseñaron utensilios de mobiliario a medida. Asimismo desarrollaron y patentaron un nodo de construcción estructural que permitía construir rápidamente una estructura de madera prefabricada con un mínimo de materiales. En 1995, Claire Bataille y Paul Ibens fundaron Ibens & Bataille, una sociedad anónima que se dedica exclusivamente al diseño de objetos y muebles así como al seguimiento del proceso de producción.

## Estilo
La obra de Claire Bataille, sobre todo la producida en colaboración con Ibens, se describe a menudo como equilibrada y detallada. Sus diseños prestan especial atención a la simplicidad y la calma, a la precisión y al sentido del equilibrio. Los diseñadores suelen inspirarse en acciones cotidianas y transformarlas en rituales. Bataille e Ibens establecen siempre un vínculo entre la arquitectura y el diseño de interiores, volviendo a la esencia, esto es una estética pura y una cohesión de materiales y construcción.

## Trabajos (selección)
- H2O-tafel (1994), voor Bulo[5]
- Kantoorgebouw Van Hoecke, Sint-Niklaas (1998)
- Houten Knooppunt 78+ (1978)
- Kristallen glazen Palladio (1986) voor When Objects Work
- Zilveren bestek Ag+ (1986) voor When Objects Work
- Woning Corthout in Schilde (1973)

## Premios
- 1963 - Segundo Concurso Internacional de Diseño de Mobiliario del Daily Mirror, asientos para hombre o mujer .
- 1978 - Sigle d'Or (Centro Belga de Diseño) voor knoopunt 78.[6]
- 1980 - Sigle d'Or otorgada por el Centro de Diseño de Bruselas, sistema prefabricado "78+".
- 1997 - Trofeo Benelux de Galvanización en Caliente, concedido por Progalva, Bruselas.
- 2001 - Premio Vizo Henry Van de Velde a la Trayectoria Profesional.
- 2001 - Premio de los editores de la ICFF de Nueva York para Mobiliario de Exterioriores, "Bench".
- 2009 - Premio de Interiorismo (Fidias )